# Graf Cagliostro (1949)
Graf Cagliostro ist ein US-amerikanischer Abenteuerfilm aus dem Jahr 1949 von Gregory Ratoff mit Orson Welles in der Titelrolle. Der Film wurde von Edward Small Productions produziert und basiert auf dem Romanzyklus Memoiren eines Arztes von Alexandre Dumas dem Älteren.

## Handlung
Der Schriftsteller Alexandre Dumas ist mit dem Thema seines neuen Werkes über den Grafen Cagliostro so fasziniert, dass er seinem Sohn die Geschichte erzählt. 
Der spätere Graf Cagliostro wächst als Zigeunerjunge Joseph Balsamo auf. Der Vicomte de Montagne verurteilt Josephs Eltern wegen Zauberei zum Tod durch Erhängen. Joseph soll ausgepeitscht und seine Augen ausgestochen werden. Eine Zigeunerbande unter dem Anführer Gitano rettet den Jungen, der dem Vicomte Rache schwört.
Jahre später besucht Joseph, bekannt als Balsamo der Große, Wien. Er leitet eine Zaubershow der Zigeuner. Zudem verkauft er ein Lebenselixier. Nachdem einer Kundin versehentlich eine Flasche Lampenöl verkauft wurde, bekommt diese Koliken, nachdem sie das vermeintliche Elixier getrunken hat. Joseph setzt die Frau unter Hypnose und erklärt ihr, dass sie keine Schmerzen habe. Dr. Franz Mesmer, Leiter der medizinischen Fakultät der Universität Wien, befragt die Frau und kommt zu dem Schluss, dass Joseph tatsächlich über geistige Heilkräfte verfügt. Mesmer erreicht die Freilassung der inzwischen inhaftierten Joseph und Gitano. Joseph heilt einen wohlhabenden Patienten Mesmers. Der Arzt bietet ihm eine Partnerschaft an, um den Menschen zu helfen, doch Joseph ist auf Wohlstand und Macht aus. Er informiert Gitano und seine Geliebte Zoraida, dass er von nun an als Graf Cagliostro auftrete.
Cagliostro reist durch Europa. Mit seiner hypnotischen Kraft nutzt er vor allem hysterische Gläubigkeit und emotionale Unsicherheiten seiner Patienten. In Frankreich kommen Jugenderinnerungen auf. Der Vicomte de Montagne bestellt den Grafen ein, um die junge Lorenza von ihrem Trauma zu heilen. Cagliostro setzt die Frau unter Hypnose, die sich erinnert, in Straßburg von dem jungen Gardeoffizier Gilbert de Rezel umworben worden zu sein. Zudem erinnert sie sich, dass sie entführt wurde. Lorenza, die der Prinzessin Marie-Antoinette zum Verwechseln ähnlich sieht, wurde vom Vicomte entführt, der eine Intrige plant. Cagliostro wird klar, dass der Vicomte auf Macht aus ist und wird sein Partner. Er erklärt, Lorenza müsse unter seiner Aufsicht bleiben, ansonsten würde sie sterben. 
Während Cagliostro Lorenza nach Paris begleitet, sucht Gilbert verzweifelt nach seiner Geliebten. Die Pariser Ärzteschaft hält Cagliostro für einen Scharlatan, dennoch wird er von vielen bewundert. Zoraida hingegen ist eifersüchtig auf Lorenza. Die Mätresse des Königs Ludwig XV., Madame Dubarry, arbeitet mit dem Vicomte zusammen. Auch sie ist von Lorenzas Ähnlichkeit mit Marie-Antoinette beeindruckt. Lorenza soll die Prinzessin verkörpern und dabei eine exklusive und enorm teure Halskette aus Diamanten, die Dubarry bei dem Juwelier Boehmer anfertigen ließ, tragen. Dieses Schmuckstück soll die hungernde Bevölkerung gegen die Prinzessin aufbringen, die vom König dann ins Exil geschickt wird. 
Mittlerweile hat Gilbert Lorenzas Spur aufgenommen und befreit sie aus Cagliostros Haus. Der Graf kann Lorenza zurückholen und heiratet die immer noch unter Hypnose stehende Frau. Noch bevor Dubarry ihren Plan ausführen kann, stirbt der König, womit Marie-Antoinette zur französischen Königin wird. Sie verbannt Dubarry aus Paris und fordert Cagliostro auf, innerhalb einer Woche Frankreich zu verlassen. Der Vicomte will Lorenza zu sich zurückholen, doch der Graf legt überzeugend dar, dass sie Selbstmord mit Gift begangen habe. Der Vicomte verlässt nach Lorenzas Beerdigung im Garten von Cagliostros Anwesen die Stadt. Cagliostro lässt Lorenza, die er in einen scheintoten Zustand versetzt hat, ausgraben und belebt sie wieder. Als sie aus ihrer Trance erwacht, ruft sie nach Gilbert. 
Rachsüchtig schmiedet Cagliostro Pläne, die den französischen Thron erschüttern sollen. Er schreibt dem Vicomte im Namen der Königin einen Brief, in dem er um ein Treffen gebeten wird. Dann setzt er Lorenza in Trance. Als Königin trifft sie sich mit dem Vicomte. Sie erklärt, dass sie ihn liebe. Er solle ihr als Zeichen seiner Liebe die Halskette kaufen und in der folgenden Nacht zu ihr in den Palast bringen. Cagliostro lässt Gerüchte verbreiten, der Vicomte habe öffentliche Gelder unterschlagen, um die Kette kaufen zu können. Dies ruft einen Aufstand in der Bevölkerung hervor. Auch Gilbert wird von Cagliostro in seinen Plan einbezogen, indem er den Offizier zum Vicomte in den Palast schickt und damit das Treffen unterbricht. Im Palast verlangt Gilbert die Herausgabe der Halskette. Marie-Antoinette lässt den Vicomte, Lorenza und Cagliostro einkerkern. Im Kerker hypnotisiert der Graf den Vicomte und treibt ihn dazu, sich zu erhängen. Zoraida ist von Cagliostros Betrug an ihr angewidert. Sie bringt Lorenza zur Königin und enthüllt Cagliostros Plan. Lorenza willigt ein, vor Gericht gegen Cagliostro auszusagen. 
Bei der Verhandlung kann der Graf Lorenza hypnotisieren, die nun nichts mehr zu wissen scheint. Zudem stellt er die Motive der Königin in Frage, was ihn in der Gunst der Zuschauer steigen lässt. Auch Gilbert wird hypnotisiert, der nun gegen die Königin aussagen soll. In diesem Moment erscheint Dr. Mesmer, der Cagliostro mit der Halskette in Trance versetzt und der so seine Intrige selber offenlegt. Aus der Trance erwacht, wird Cagliostro klar, dass er alles verloren hat. Gitano schmuggelt eine Pistole ein, mit der Cagliostro Mesmer erschießt. Mit der immer noch hypnotisierten Lorenza flüchtet er. Gilbert verfolgt ihn durch das Gerichtsgebäude bis auf das Dach. Mit seinem Schwert verletzt er Cagliostro, der daraufhin vom Dach zu Tode stürzt. Befreit von der Hypnose sinkt Lorenza in die Arme ihres Geliebten.

## Produktion

### Hintergrund
Gedreht wurde der Film von Anfang Oktober 1947 bis Ende Januar 1948 in den Scalera-Studios in Rom.
Im Juni 1947 berichtete The Hollywood Reporter, dass der Film in Mexiko gedreht werden sollte. Schon im nächsten Monat änderte Edward Small seine Pläne, da die Kosten in Mexiko nicht so niedrig wie erhofft waren. Im September entschloss er sich, in Italien zu drehen. Der Hollywood Reporter berichtete, dass Small mehr als eine Million Lire aus eingefrorenen Gewinnen verschiedener Produktionen der United Artists, die in Italien vertrieben wurden, nutzen konnte. United Artists sollte auch diesen Film in den Vertrieb bringen. Von 20th Century Fox wurden Regisseur Ratoff und die Schauspielerin Nancy Guild ausgeliehen.

### Stab
Jean d’Eaubonne und Ottavio Scotti oblag die künstlerische Leitung. Vittorio Nino Novarese und Georges Annenkov waren für die Kostüme zuständig. Verantwortliche Toningenieure waren Peter Handford und Rolf Epstein. Zu den Kameramännern zählten Carlo Carlini und Tonino Delli Colli. Alberto Cardone, Arrigo Colombo und Leonardo Scavino arbeiteten als Regieassistenten.

### Besetzung
In kleinen nicht im Abspann erwähnten Nebenrollen traten Silvana Mangano, Milly Vitale auf.

## Veröffentlichung
Die Premiere des Films fand am 18. August 1949 statt. In der Bundesrepublik Deutschland kam er am 1. August 1951 in die Kinos. Er wurde auch unter dem Titel Schwarze Magie gezeigt.

## Kritiken
Der Filmkritiken-Aggregator Rotten Tomatoes gibt in seinem Tomatometer keine Wertung an, da nur eine professionelle Kritik vorliegt. In der Publikumsauswertung wurden 71 Prozent positiver Bewertungen ermittelt, allerdings mit dem Zusatz, dass weniger als 50 Bewertungen ausgewertet wurden.
Das Lexikon des internationalen Films schrieb: „Mittelmäßiger Reißer, trotz der teilweise hochkarätigen Besetzung.“
Der Kritiker der The New York Times befand, der Film sei ein Bündel aus Intrigen mit Plüsch sowie ausufernd verschwenderisch ausgestatteten Filmsets, die den Glanz des Königshofes widerspiegeln. Ratoffs Regie, die die filmische Pracht zu nutzen weiß, werde durch das klischeebehaftete Drehbuch handlungsunfähig gemacht. Das Resultat sei ein zweifelhaftes Kostümabenteuer, in dem einige schöne Szenen mehr oder weniger verschwendet wurden. Einige Szenen seien unfreiwillig komisch, im Ganzen sei der Film einfach langweilig.